# Zweite Deutsche Nordpolar-Expedition

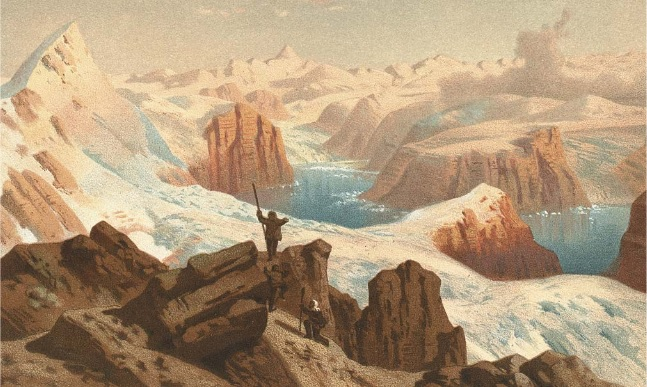
Besteigung eines Nebengipfels der Payer Tinde und Blick Richtung Westen zum Petermann Bjerg.

Die Zweite Deutsche Nordpolar-Expedition war eine vom Geographen August Petermann inspirierte wissenschaftliche Entdeckungsfahrt mit den Schiffen Germania und Hansa. Die von Kapitän Carl Koldewey geleitete Expedition erkundete und kartierte 1869/70 bis dahin unbekannte Teile der Ostküste Grönlands zwischen 74,5° und 77° nördlicher Breite. Weiter südlich entdeckte sie den Kejser Franz Joseph Fjord und kartierte einen Teil dieses Fjordsystems.

## Vorgeschichte

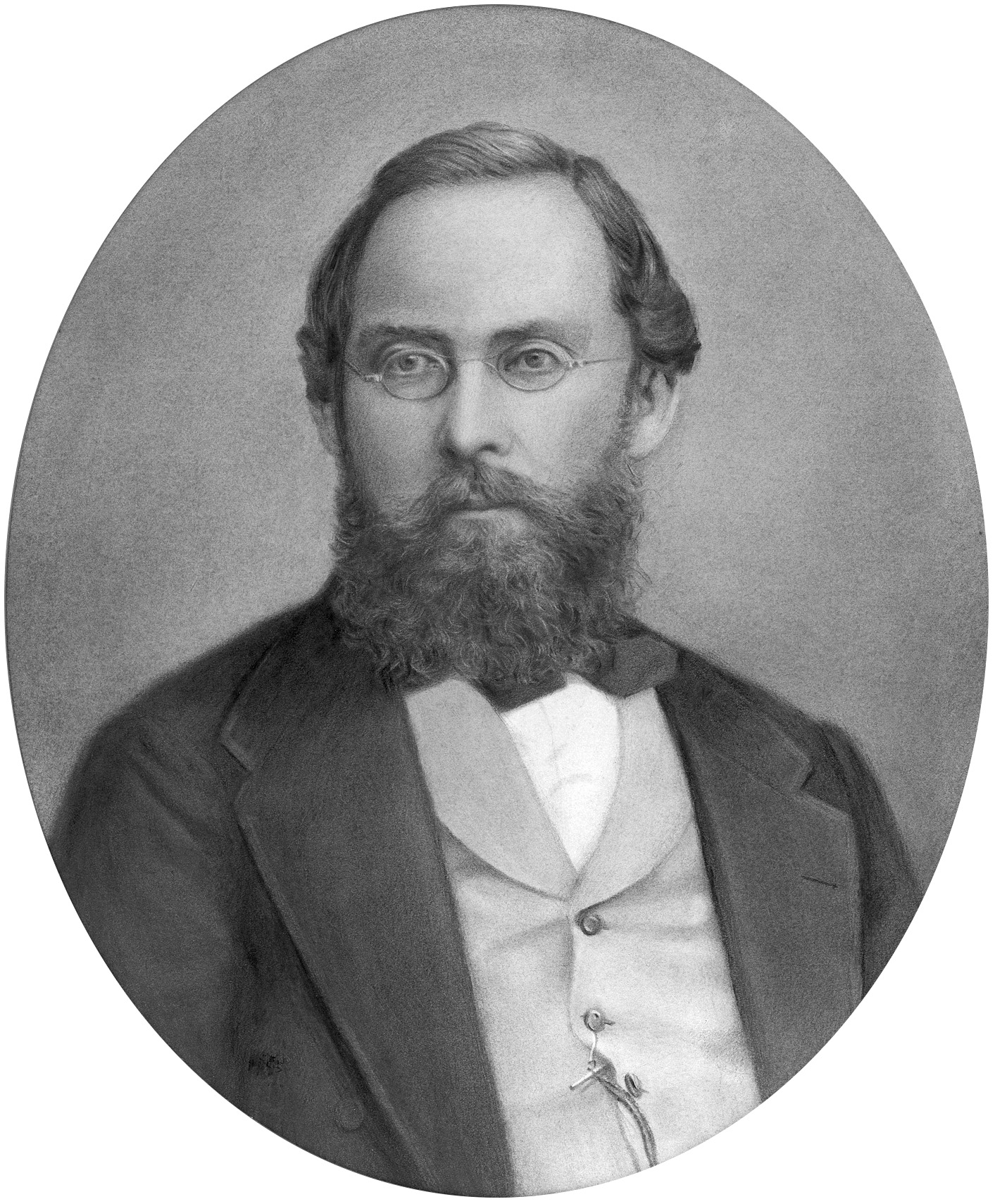
August Petermann

Das Rätsel um die verschollene Franklin-Expedition, die 1845 ausgefahren war, um die Nordwestpassage zu finden, hatte der Polarforschung großen Auftrieb gegeben. Die zahlreichen Versuche, das Schicksal der Vermissten aufzuklären, hatten zwischen 1848 und 1860 zur Erforschung großer Teile des kanadisch-arktischen Archipels geführt. Deutsche waren in der Polarforschung bis in die 1860er Jahre kaum in Erscheinung getreten. Zwar waren Hamburger Walfänger schon im 17. Jahrhundert vor Spitzbergen aktiv, und einzelne Personen hatten an britischen, russischen oder amerikanischen Expeditionen teilgenommen, eine deutsche Entdeckungsreise in die Polargebiete hatte es aber nicht gegeben.
Initiator der deutschen Polarforschung war schließlich der Geograph und Kartograph August Petermann. Auf einer vom Freien Deutschen Hochstift in Frankfurt am Main einberufenen geographischen Versammlung stellte er am 23. Juli 1865 seine Pläne für eine deutsche Expedition zum Nordpol zur Diskussion. Petermann war einer der führenden Vertreter der Theorie vom eisfreien Nordpolarmeer. Er war überzeugt von der Existenz eines zumindest im Sommer schiffbaren Meeres nördlich eines um den 80. Breitengrad befindlichen Packeisgürtels. Bestärkt fühlte er sich unter anderem durch die Beobachtungen der US-Amerikaner Elisha Kent Kane und Isaac Israel Hayes, die 1853–1855 bzw. 1860/61 versucht hatten, über den Smithsund zum Nordpol vorzudringen. Beide berichteten, jenseits ihrer nördlichsten erreichten Positionen offenes Wasser erblickt zu haben. Die geographische Versammlung sagte Petermann ihre volle Unterstützung zu. Das zunächst bekundete Interesse der Regierungen Preußens und Österreichs endete mit dem Ausbruch des Deutschen Kriegs von 1866. Petermann setzte nunmehr auf eine private Finanzierung der geplanten Expedition.

## Vorbereitung
Petermanns publizistische Aktivitäten resultierten in engen Kontakten zur Bremer Kaufmannschaft. Wichtige Unterstützer waren Arthur Breusing, der Leiter der Bremer Steuermannschule, der Reeder Albert Rosenthal (1828–1882), Hermann Henrich Meier, der Gründer der Reederei Norddeutscher Lloyd, Wilhelm von Freeden, der Rektor der Navigationsschule in Elsfleth und Gründer der Norddeutschen Seewarte, und Moritz Lindeman, der Stenograf der Bremischen Bürgerschaft. Auf einem Treffen in Gotha, wo Petermann Breusing, Rosenthal sowie die Wissenschaftler Reinhold Buchholz und Franz Joseph Dorst (1833–1901) empfing, wurde am 11. und 12. Oktober 1867 ein Expeditionsplan erarbeitet. Im Vertrauen auf eine künftige Finanzierung nahm Petermann auf eigenes Risiko einen größeren Kredit auf, um schon 1868 eine Vorexpedition aussenden zu können. Er übertrug das Kommando über die Fahrt, die als Erste Deutsche Nordpolar-Expedition in die Geschichte einging, Breusings ehemaligem Schüler Carl Koldewey.
Die Vorexpedition fand vom 24. Mai bis 10. Oktober 1868 statt. Petermanns Instruktionen folgend kaufte Koldewey in Bergen die nordische Jagt Grönland und stach mit 11 Mann Besatzung in See, um entweder den Eisgürtel vor Ostgrönland zu durchbrechen oder Spitzbergen mit dem Ziel zu umfahren, das hypothetische Gillis-Land zu finden. Beides misslang, und neben umfangreichen meteorologischen und ozeanografischen Beobachtungen zählt die Kartierung des südlichen Bereichs der Hinlopenstraße zwischen den Inseln Spitzbergen und Nordostland zu den wichtigsten Ergebnissen der Expedition.

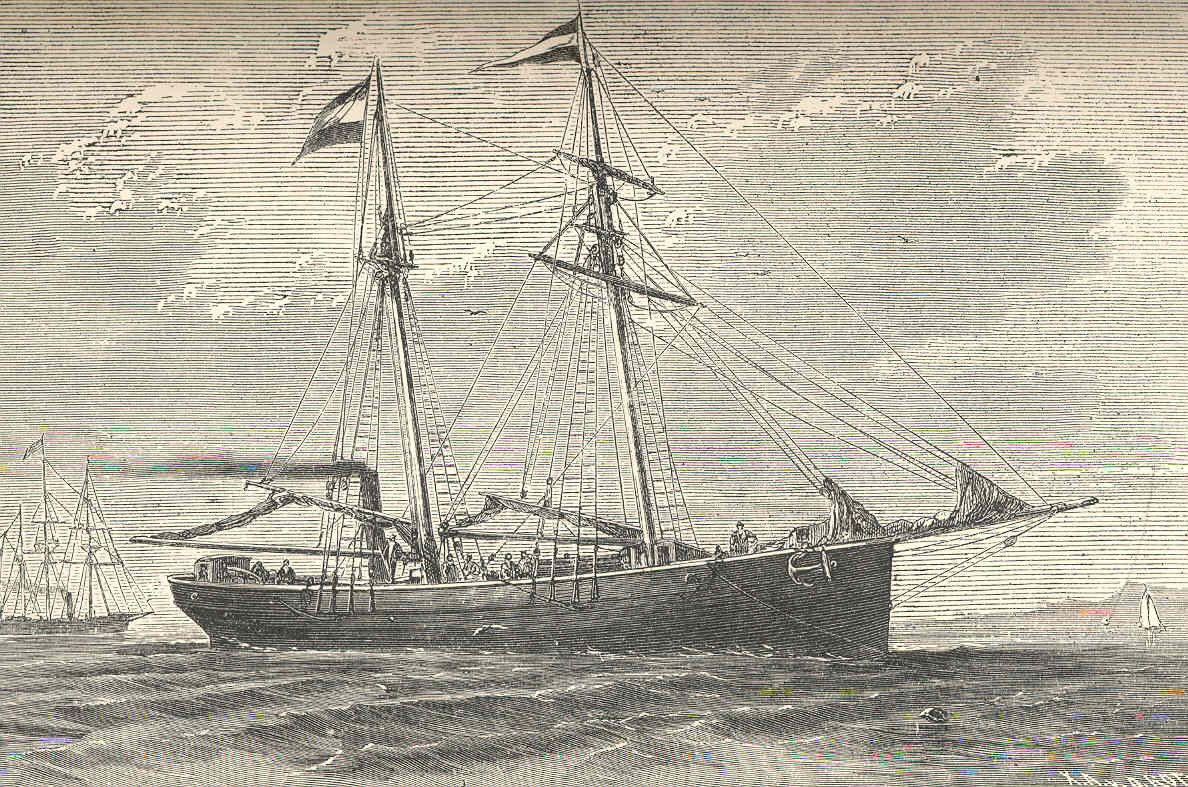
Die Germania

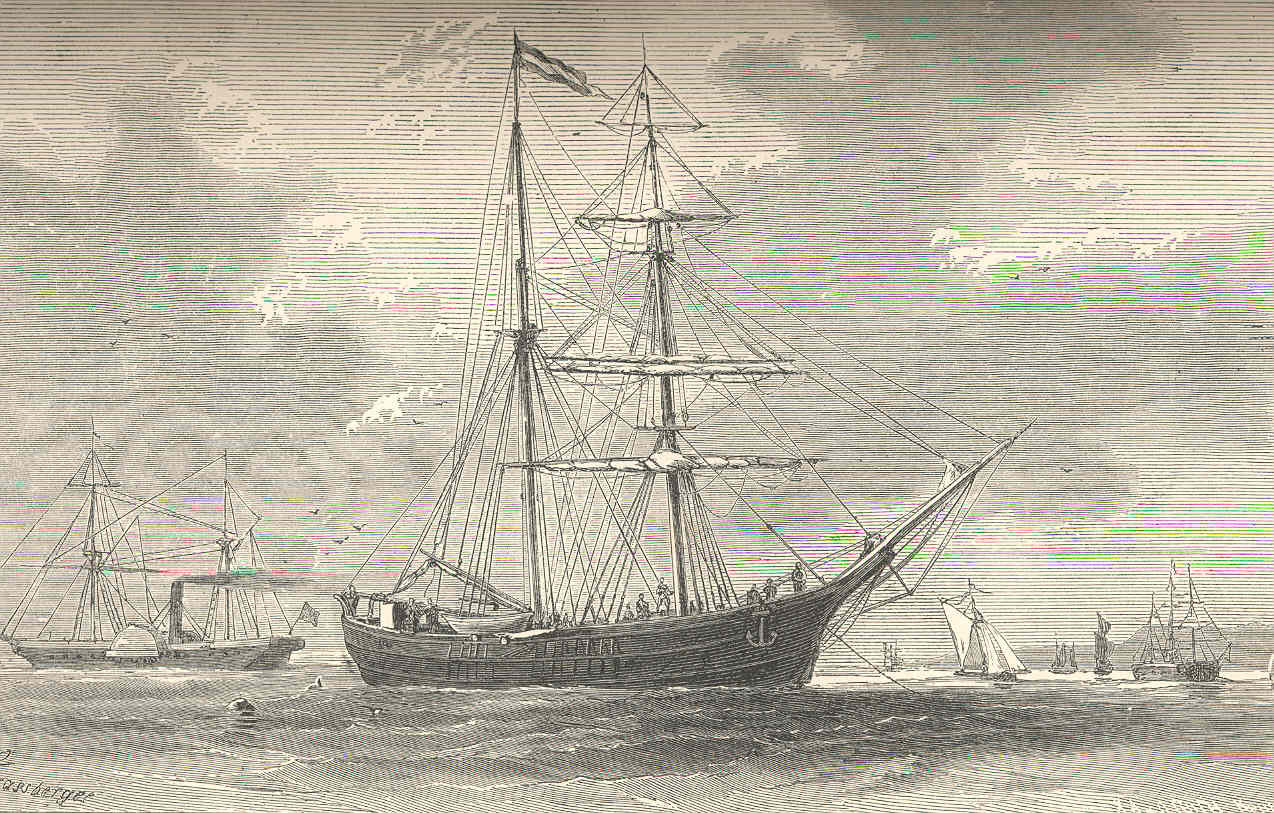
Die Hansa

Von Geldern, die aus der Sammlung für die Vorexpedition übrig geblieben waren, beauftragte Petermann Anfang März 1869 den Bau des Schraubendampfers Germania bei der Schiffswerft Joh. C. Tecklenborg. Ein weiterer Schritt war die Konstituierung des Comités für die deutsche Nordpolarfahrt am 9. April in Bremen, über das die weitere Finanzierung abgewickelt wurde. Das Comité kaufte als Begleitschiff für die Germania die fünf Jahre alte Schonerbrigg Fulton, die in Hansa umbenannt wurde.

## Expeditionsziel
Petermann erließ am 7. Juni 1869 eine aus 31 Paragraphen bestehende „Instruction für die zweite Deutsche Nordpolar-Expedition 1869–1870“. Als wichtigster Zweck wird darin die wissenschaftliche Erforschung und Entdeckung der arktischen Zentralregion nördlich des 75. Breitengrades genannt. Die Expedition sollte erstens die Frage klären, ob der Nordpol permanent von Eis bedeckt ist oder in einem zumindest zeitweise schiffbaren Meer liegt, und zweitens Ostgrönland und sich nach Norden anschließende Gebiete entdecken, vermessen und erforschen. Petermann instruierte Koldewey, zunächst Sabine Ø bei etwa 74,5° nördlicher Breite anzusteuern und anschließend mit beiden Schiffen entlang der Küste weiter nach Norden vorzudringen. Die Überwinterung sollte möglichst weit im Norden geschehen, wenn möglich am Nordpol. An wissenschaftlichen Arbeiten waren neben einer Gradmessung in möglichst hohen Breiten vor allem meteorologische, geologische, botanische und zoologische Forschungen vorgesehen. Koldewey war zudem angewiesen, einige Inuit, mindestens einen Mann und eine Frau, zu bewegen, die Expedition nach Deutschland zu begleiten.

## Ausrüstung
Die Germania, das Hauptschiff der Expedition, lief bereits am 16. April in Bremerhaven vom Stapel. Die Kosten für den Neubau beliefen sich auf 18.000 Taler. Die Germania hatte eine Länge von 30,48 m und war 6,86 m breit. Ihr Bruttoraumgehalt betrug 165 Tonnen. Die Außenwände des Schiffs waren mit einer speziellen Außenhaut (Spikerhaut) versehen und mit dickem Eisenblech beschlagen. Der Bug war zusätzlich durch Eisenstäbe verstärkt worden, um das Schiff besonders eistauglich zu machen. Der Propeller der Germania wurde von einer 30-PS-Dampfmaschine der Firma C. Waltjen & Co. angetrieben. Bei einer Probefahrt auf der Weser wurde eine Geschwindigkeit von 4,5 Knoten erreicht. Die Besatzung bestand aus 14 Männern, inklusive Kapitän und Schiffsarzt.
Die Hansa war nur wenig kleiner als die Germania und bot der 13-köpfigen Besatzung vergleichbaren Komfort wie diese. Sie wurde für 8000 Taler erworben und auf der Wencke-Werft für weitere 3900 Taler umgebaut und verstärkt. Sie trug den größeren Teil der Kohlefracht für die Dampfmaschine der Germania. Insgesamt waren 110 t Kohle an Bord der Hansa und 70 t an Bord der Germania.
Der Proviant bestand hauptsächlich aus Fleischkonserven und Brot. Zur Versorgung auf Schlittenreisen war eine größere Menge Pemmikan vorgesehen. Auch Gemüsekonserven, Zitronensaft und alkoholische Getränke waren reichlich vorhanden.
Die Kleidung und Unterwäsche bestand vor allem aus Wolle, aber auch Pelzmützen, Pelzhandschuhe und Schaffellmäntel gehörten zur Ausrüstung. Für Übernachtungen im Freien waren Schlafsäcke aus Schaf- oder Büffelfell gefertigt worden.
Die Expedition war mit wissenschaftlichen Geräten für astronomische und erdmagnetische Beobachtungen ausgestattet, die zum großen Teil von Moritz Meyerstein in Göttingen hergestellt worden waren. An meteorologischen Instrumenten wurden verschiedene Thermometer, Barometer, Aktinometer und Anemometer mitgeführt.

## Expeditionsteilnehmer
Germania

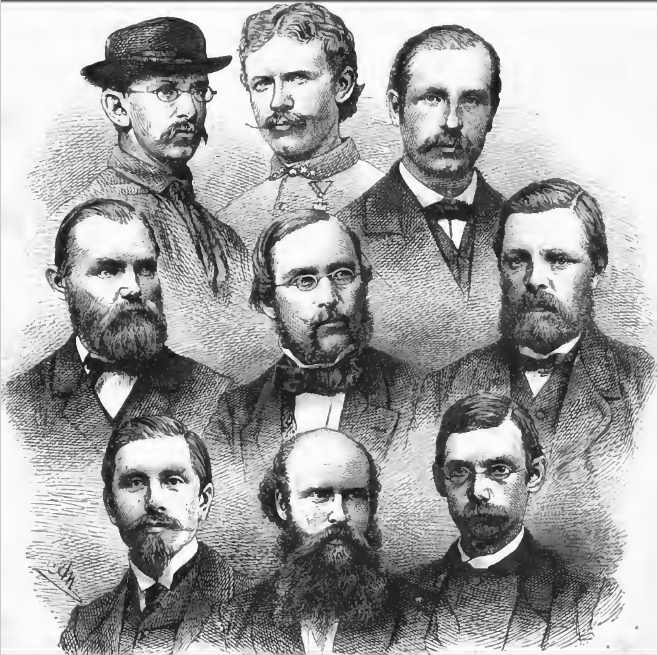
Kapitäne und Wissenschaftler der Expedition
oben: Pansch, Payer, Börgen
Mitte: Koldewey, Petermann, Hegemann
unten: Laube, Copeland, Buchholz

- Carl Koldewey*, Expeditionsleiter und Kapitän
- Karl Nikolai Jensen Börgen, Astronom und Geophysiker
- Ralph Copeland, Astronom
- Julius Payer, Geologe, Kartograf und Alpinist
- Adolf Georg Pansch, Arzt und Biologe
- Heinrich Sengstacke*, 1. Offizier
- Otto Tramnitz, 2. Offizier
- Karl August Krauschner, Maschinist
- Hermann Warkmeister, Bootsmann
- Johann Friedrich Büttner, Zimmermann
- Louis Ollenstädt, Koch
- Georg Herzberg, Matrose
- Peter Ellinger, Matrose
- Theodor Klentzer, Matrose
- Wilhelm Mieders, Matrose
- Peter Iversen*, Matrose
- Louis Wagner, Heizer

Hansa
- Paul Friedrich August Hegemann, Kapitän
- Reinhold Wilhelm Buchholz, Arzt und Biologe
- Gustav Carl Laube, Geologe
- Richard Hildebrandt*, 1. Offizier
- Wilhelm Bade, 2. Offizier
- Wilhelm Bowe, Zimmermann
- Johann Wüpkes, Koch
- Philipp Heyne, Matrose
- Friedrich Kewell, Matrose
- Bernhard Gätjen, Matrose
- Max Schmidt, Matrose
- Paul Tilly*, Matrose
- Heinrich Büttner*, Matrose
- Konrad Gierke, Leichtmatrose

* bereits Teilnehmer der Ersten Deutschen Nordpolar-Expedition

## Verlauf

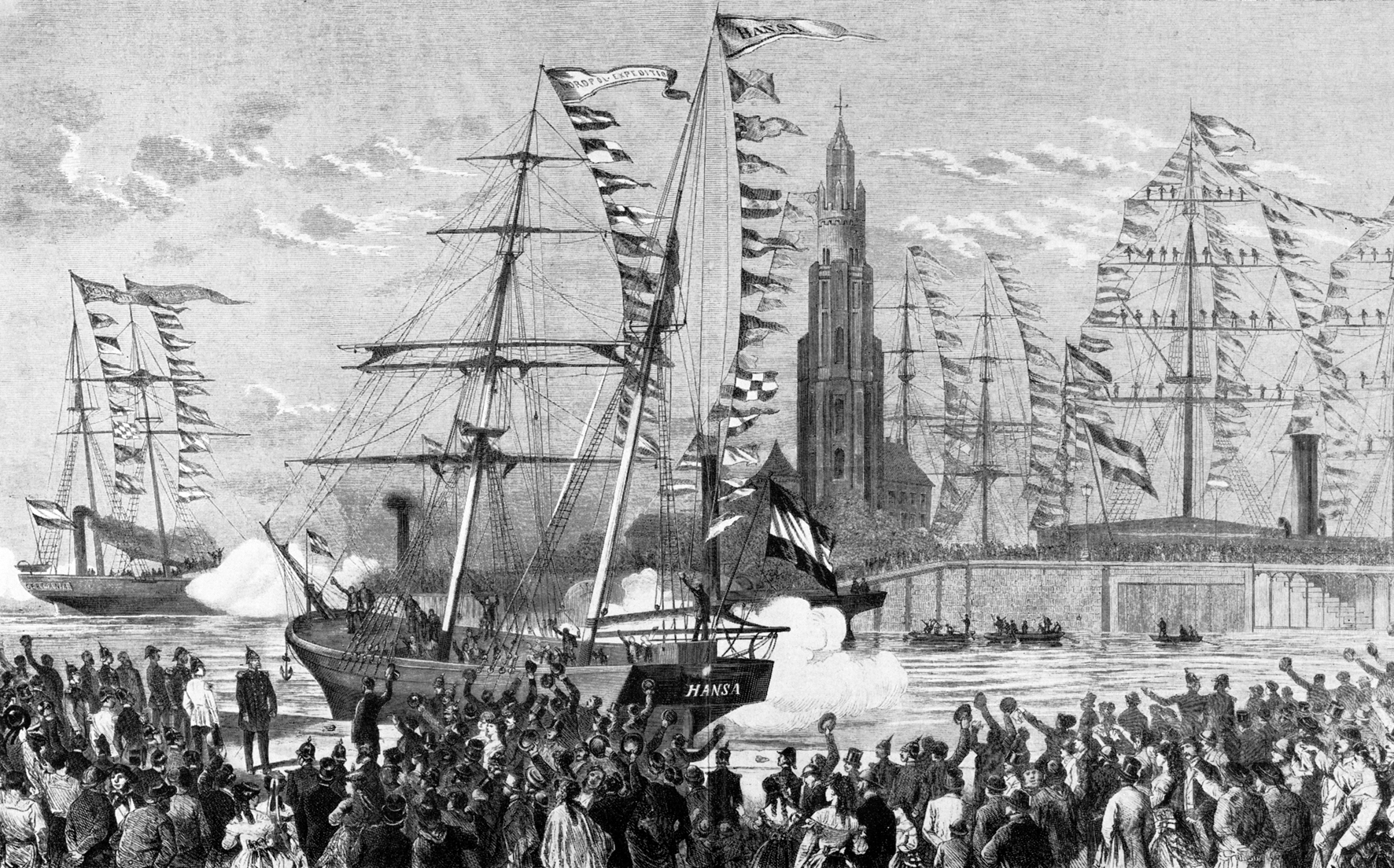
Abfahrt von Bremerhaven am 15. Juni 1869.

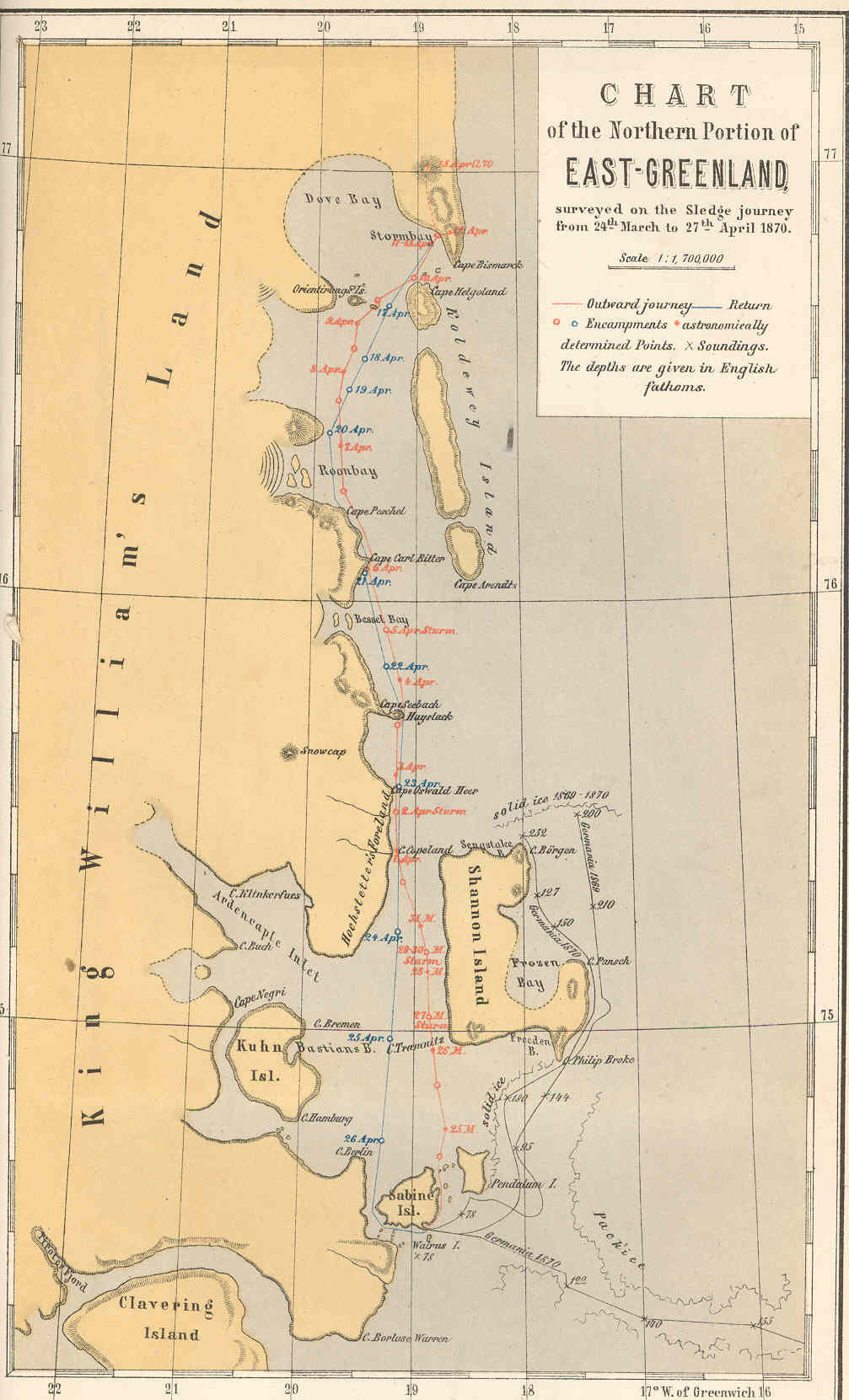
Übersichtskarte der auf der Schlittenreise vom 24. März bis 28. April entdeckten Gebiete

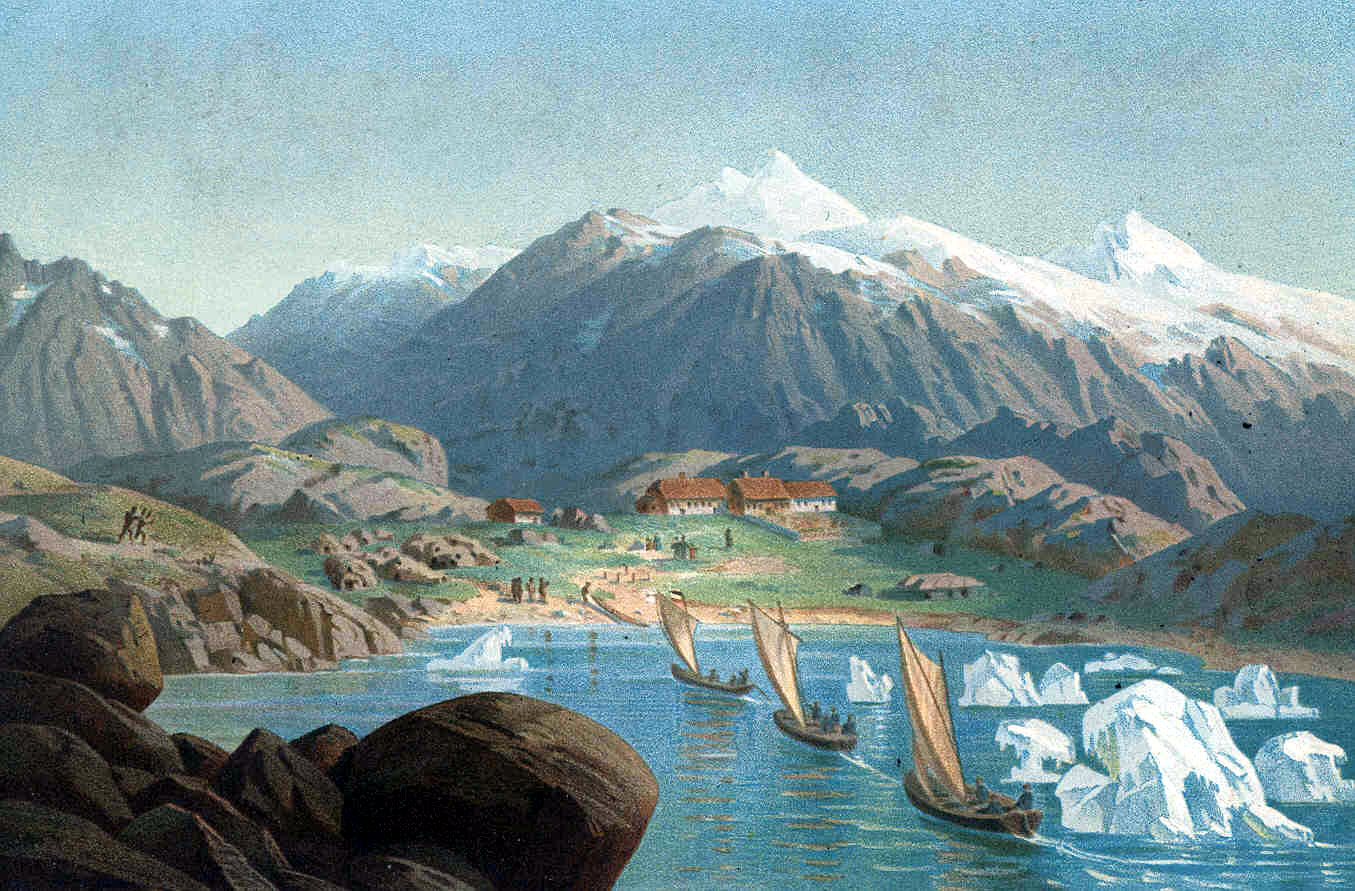
Ankunft der Hansamänner in Friedrichsthal

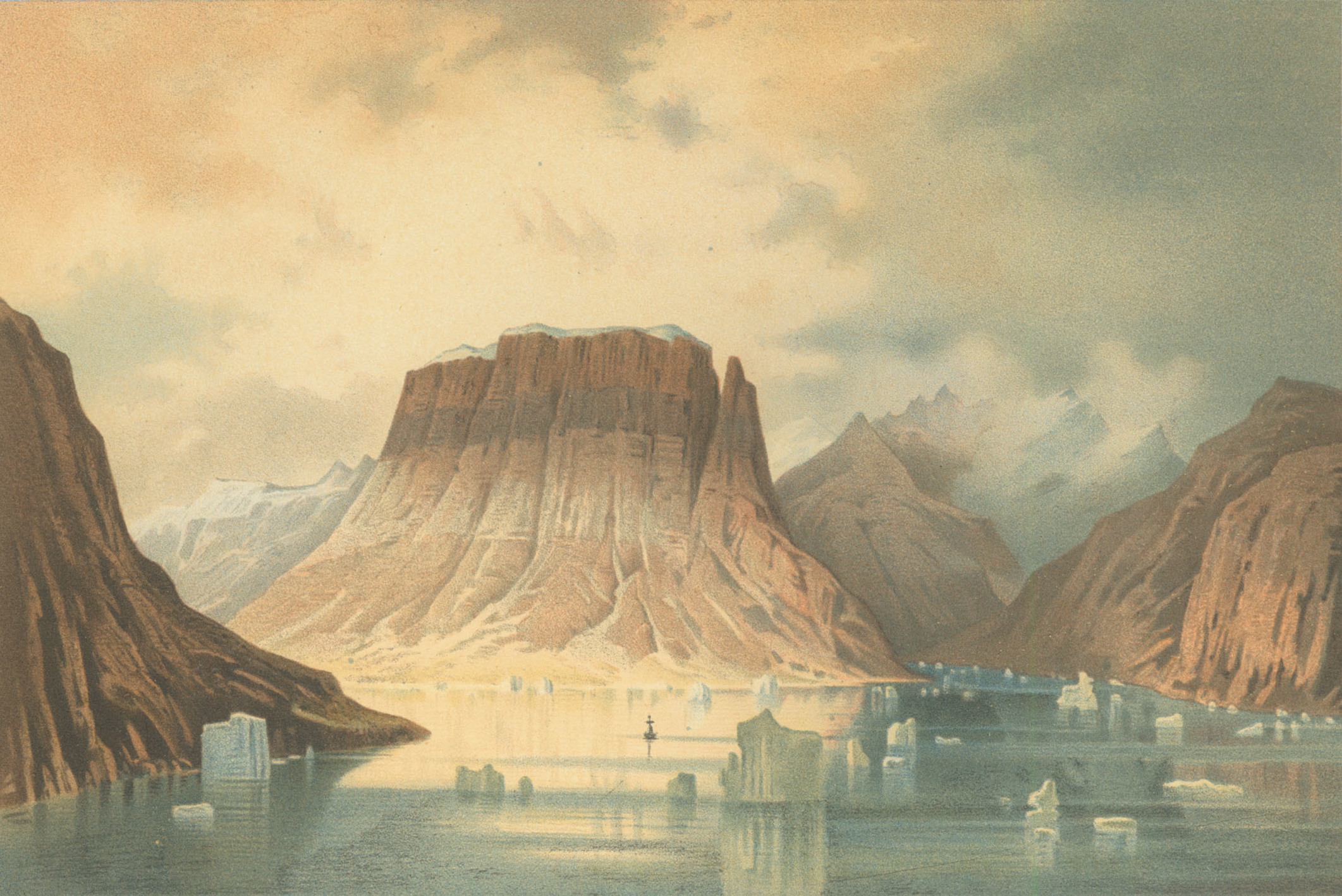
Das Teufelsschloss am Kejser Franz Joseph Fjord

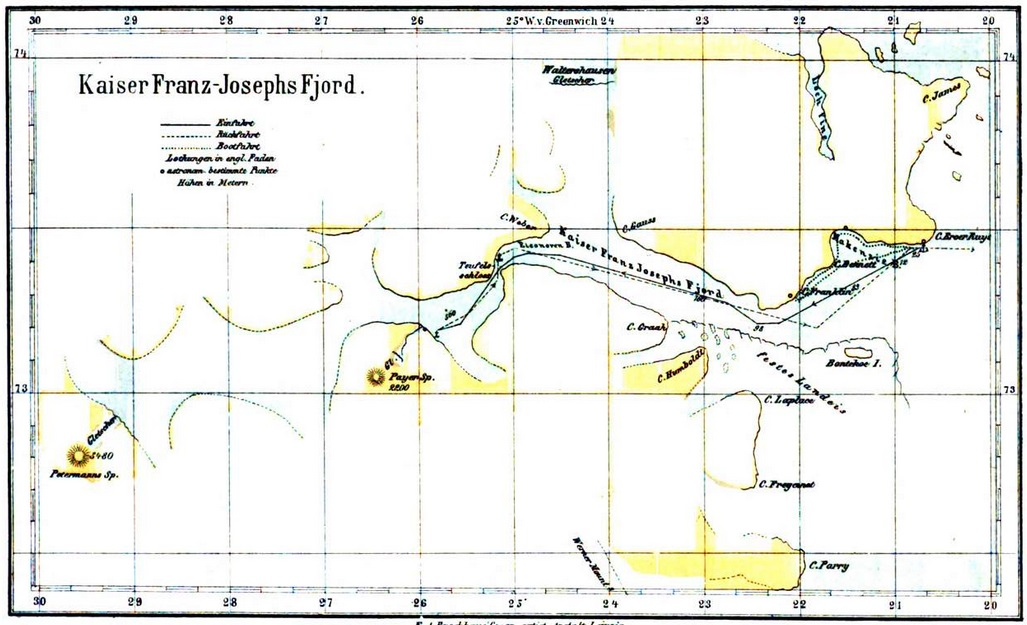
Kartenskizze des Kejser Franz Joseph Fjords

Die Expedition verließ Bremerhaven am 15. Juni 1869 unter reger Anteilnahme der Bevölkerung. Zu ihrer Verabschiedung waren der preußische König Wilhelm I., sein Kanzler Otto von Bismarck und Großherzog Friedrich Franz II. von Mecklenburg erschienen.
Am 9. Juli passierten die Schiffe Jan Mayen und verloren in dichtem Nebel den Kontakt zueinander. Drei Tage später tauchte der erste Eisberg vor der Germania auf. Als der Nebel sich am 18. Juli verzog, fanden sich die Schiffe an der vereinbarten Breite von 75° Nord wieder. Auf der Suche nach einem Durchlass segelten sie bis zum 20. Juli an der Kante des vor der grönländischen Küste driftenden Packeises entlang nach Südwesten, als es durch ein auf der Hansa missverstandenes Signal der Germania zur – wie sich zeigte – endgültigen Trennung der Schiffe kam.
Die Hansa geriet beim Versuch, den Packeisgürtel zu passieren, zunehmend in engeres Fahrwasser und blieb am 14. September im Eis stecken. Mit dem Ostgrönlandstrom driftete sie nach Südwesten. Vorsorglich baute die Besatzung unter Leitung von Kapitän Hegemann bis zum 3. Oktober ein Haus aus Kohlebriketts auf einer großen Eisscholle und deponierte dort Proviant für zunächst zwei Monate. Mitte Oktober wurde die Lage des fortwährenden Eispressungen ausgesetzten Schiffs hoffnungslos. Die Besatzung schaffte alles von Bord, was für sie noch von Wert war, darunter zwei Öfen samt Brennmaterial und die drei Beiboote. In der Nacht zum 23. Oktober sank die Hansa bei 70° 52′ Nord und 21° West vor der Küste Liverpool Lands. Innerhalb von 200 Tagen drifteten die Hansamänner auf ihrer Scholle rund 1500 km weit an der Küste Ostgrönlands entlang. Als die Scholle bis Anfang Mai 1870 auf eine Größe von nur noch 300 m² geschrumpft war, setzten die vierzehn Männer die Reise in ihren drei Booten fort. Nach weiteren 36 entbehrungsreichen Tagen erreichten sie die Herrnhuter Missionsstation Friedrichstal an der Südspitze Grönlands. Von Frederikshåb aus konnten sie auf dem dänischen Segelschiff Constance nach Europa zurückkehren und waren im September 1870 wieder in Deutschland.
Der Germania gelang es, die Eisbarriere zu durchbrechen und am 4. August Sabine Ø anzusteuern. Petermanns Instruktionen folgend wurde die Reise hier unterbrochen, um den Ort von Edward Sabines Observatorium von 1823 zu identifizieren und dessen Lage neu zu bestimmen. Während die Pendulum Øer und die nördlich sichtbare Insel Shannon landseitig im Festeis steckten, ergab sich östlich die Möglichkeit weiter nach Norden vorzudringen. Tatsächlich konnte Shannon von der Germania passiert und eine Breite von 76,5° erreicht werden. Dann hinderte Packeis das Schiff an der Weiterfahrt. Am 17. August wurden zwei Landexpeditionen ausgeschickt, die eine Vermessung Shannons vornahmen. Sie trafen Moschusochsen und Eisbären an und fanden Spuren früherer menschlicher Besiedlung. Nach dem Besuch von Lille Pendulum lief das Schiff am 13. September in eine geschützte Bucht von Sabine Ø, die den Namen Germaniahafen erhielt, und wurde für die Überwinterung vorbereitet. Unterdessen unternahmen Koldewey, Payer, Tramnitz und drei Matrosen vom 14. bis 21. September eine Schlittenreise zur Kuhn Ø, wo sie unter anderem Kohleflöze entdeckten. Eine zweite Exkursion unternahm Payer mit Copeland und drei Matrosen vom 27. Oktober bis 4. November zur Clavering Ø. Sie entdeckten den Tirolerfjord, dessen Existenz bereits Douglas Charles Clavering vermutet hatte. Von Inuit, wie sie Clavering 1823 auf der Insel angetroffen hatte, fanden sie dagegen keine frischen Spuren.
Am Germaniahafen wurden bis zum 6. Oktober zwei Observatorien errichtet, ein astronomisches und ein erdmagnetisches, beide aus Steinen aufgeschichtet. Bei der Sternwarte wurden auch die meteorologischen Instrumente aufgestellt und während des gesamten Aufenthalts regelmäßig abgelesen.
Vom 24. März bis 28. April führte die längste Exkursion ein von Julius Payer und Carl Koldewey geleitetes Schlittenteam an der Küste entlang nach Norden in noch unbekanntes Gebiet. Unter großen Strapazen und mit mehreren witterungsbedingten Unterbrechungen zogen die Männer ihren Handschlitten an den Inseln Store Koldewey und Lille Koldewey vorbei bis nach Germania Land. Am 15. April kehrten sie bei 77° 1′ Nord und 18° 50′ West am nördlichsten Punkt um, den bis dahin eine wissenschaftliche Expedition in Ostgrönland erreicht hatte. Weitere Exkursionen mit geologischer und archäologischer Zielstellung fanden im Mai und im Juni 1870 statt.
Am 10. Juli begann das Eis im Germaniahafen aufzubrechen. Am 22. Juli nahm die Germania Kurs wieder nach Norden, kam aber nicht weiter voran als im Jahr zuvor. Nach acht Tagen ließ Koldewey wenden und fuhr an den Pendulum Øer vorbei an der Küste entlang nach Süden. Am 1. Juli wurde die Jackson Ø besucht, deren Vegetation in voller Blüte angetroffen wurde. Mehrere Fjorde und Buchten wurden kartiert, bevor am 8. August die gewaltige Mündung eines noch unbekannten Fjords erreicht wurde, der den Namen Kejser Franz Joseph Fjord erhielt. Payer und Copeland bestiegen die 1200 m hohe Franklinspitze, um sich ein Bild von der Ausdehnung des Fjords zu machen. Anschließend fuhr die Germania so tief sie gefahrlos konnte in das Fjordsystem ein. Am 12. August bestiegen Payer, Copeland und Ellinger einen prominenten nahezu 2100 m hohen Gipfel nahe der Payer Tinde und entdeckten in der Ferne den Petermann Bjerg (2970 m).
Am 16. August verließ die Germania den Fjord und nahm Kurs auf Bremerhaven, das am 11. September 1870 erreicht wurde.

## Ergebnisse

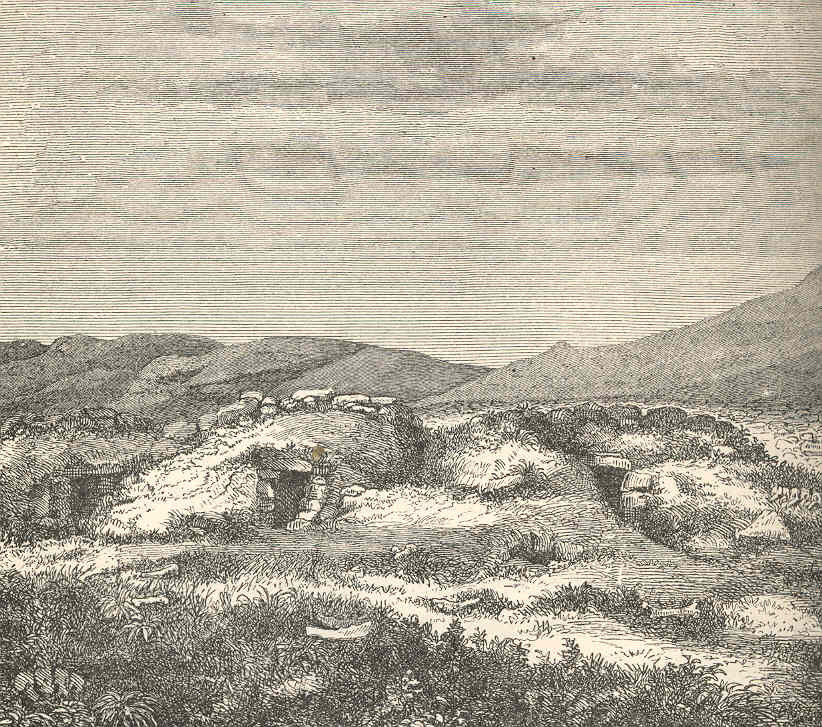
Von der Expedition gefundene Reste von Inuithütten auf Sabine Ø

Die Zweite Deutsche Nordpolar-Expedition konnte ihr Hauptziel, die Entdeckung des Nordpols, nicht erreichen, da August Petermanns Annahme eines eisfreien Polarmeers nicht zutraf und auch die prognostizierte Polynja entlang der Ostküste Grönlands nicht existierte. Trotzdem stellte die Expedition im wissenschaftlichen Sinne eine bedeutende Pionierleistung bei der Erforschung Ostgrönlands dar. Bis dahin unbekannte Gebiete Nordostgrönlands wurden entdeckt und die gesamte Küste zwischen 73° und 77° Nord kartiert. Etwa 125 Namen für geographische Objekte wurden vergeben und haben zum großen Teil bis heute Bestand.
Die Wissenschaftler sammelten umfangreiches Material geologischer, zoologischer, botanischer und archäologischer Natur und stellten umfangreiche meteorologische, astronomische, glaziologische, hydrologische  und erdmagnetische Beobachtungen an. Die publizierten wissenschaftlichen Ergebnisse füllen im Expeditionsbericht annähernd 1000 Seiten. Erstmals wurde das Auftreten von Moschusochsen in Ostgrönland dokumentiert. Die genauen astronomischen Ortsbestimmungen von Copeland und Börgen waren ein wesentlicher Faktor bei der späteren Entwicklung der Theorie der Kontinentalverschiebung durch Alfred Wegener.
An der wissenschaftlichen Bearbeitung der mitgebrachten biologischen und geologischen Proben waren neben den Expeditionsteilnehmern u. a. Gustav Wilhelm Körber, Gustav Hermann Zeller, Leopold Fuckel, Gregor Kraus, Wilhelm Peters, Hermann von Nathusius, Otto Finsch, Alfred Newton, Karl von Kupffer, Karl Möbius, Ludwig Koch, Adolph Gerstäcker, Alexander von Homeyer, Gustav Heinrich Kirchenpauer, Oscar Schmidt, Ernst Haeckel, Christian Gottfried Ehrenberg, Franz Toula, Oskar Lenz und Oswald Heer beteiligt.
Die Expedition hatte „am 15. April 1870 an dem nördlichsten, auf ihren Schlittenreisen erreichten Punkt bei Kap Bismarck an der Ostküste Grönlands unter 77° 1' nördlicher Breite und 18° 50' westlicher Länge“ eine silberne Dose mit einem Dokument hinterlegt, aus dem diese Koordinaten hervorgingen. Die Dose wurde 1907 von Ludvig Mylius-Erichsens Danmark-Expedition gefunden und mitgebracht. Kaiser Wilhelm II. übergab diese silberne Dose im Jahre 1909 an das Geographische Institut der Berliner Universität.

## Expeditionsbericht
- Verein für die deutsche Nordpolarfahrt in Bremen: Die zweite deutsche Nordpolarfahrt in den Jahren 1869 und 1870 unter Führung des Kapitän Karl Koldewey, F. A. Brockhaus, Leipzig.
  - 1.1: Erzählender Theil. [Gemeinschaftliche Reise der beiden Schiffe und Fahrt der Hansa. Geschichte der Entdeckung Ostgrönlands], 1873 (Digitalisat).
  - 1.2: Erzählender Theil. [Fahrt der Germania], 1874 (Digitalisat).
  - 2.1: Wissenschaftliche Ergebnisse. [Botanik, Zoologie], 1874 (Digitalisat).
  - 2.2: Wissenschaftliche Ergebnisse. [Geologie, Meteorologie und Hydrographie, Geodäsie, Erdmagnetismus], 1874 (Digitalisat).